# Agide Jacchia
Agide Jacchia (Lugo, 5 gennaio 1875 – 29 novembre 1932) è stato un flautista, compositore e direttore d'orchestra italiano.

## Biografia
Agide Jacchia nacque a Lugo di Romagna nel 1875 e studiò prima a Parma dal 1886 al 1891 e successivamente dal 1891 al 1898 al liceo musicale di Pesaro che dal 1896 al 1902 era diretto dal grande maestro Pietro Mascagni. Il Dizionario Universale dei Musicisti di Carlo Schmidl (Milano Sonzogno, 1926) riporta che, probabilmente prima di venire a Pesaro, studiò privatamente con Amintore Galli. Si diplomò in flauto e in composizione a Pesaro nel 1898. Esordì come direttore d’orchestra e maestro concertatore a Brescia al Teatro Grande nel 1898-99 dove diresse La Bohème e l’Edmea.
A questo proposito riferisce un cronista della Vedetta di Lugo del 1899: “Al maestro Agide Jacchia, un allievo di Mascagni nel liceo di Pesaro, spetta buona parte di merito del successo di ieri sera; egli ancora giovanissimo ed al primo passo nella difficile carriera, ha dimostrato di avere già solide qualità di musicista e concertatore per percorrere celermente e brillantemente; egli ha concertato e diretto questa Bohème con slancio, con sicurezza e con colorito, ed ha saputo conquistarsi subito la simpatia del pubblico, che coll’applauso gliel’ha voluta ripetutamente dimostrare.” Non manca tuttavia una nota critica: “Se tutte le sue intenzioni, per quanto riguarda l’esecuzione orchestrale non poterono avere risalto, ciò deve più che altro attribuirsi alla composizione dell’orchestra che non è lecito pretendere migliore in questa stagione, in cui è necessario accontentarsi degli elementi locali”. Successivamente lavorò presso il Teatro Comunale di Ferrara, dove rappresentò Manon Lescaut di Puccini, e alla Fenice di Venezia. Nel 1901 ha rappresentato a Venezia Le Maschere e riporta una cronaca dell’epoca del Gazzettino: “nelle Maschere v’è per la massima parte musica deliziosa in tutto degna del maestro livornese”. Continuò la sua carriera in Italia, dice Schmidl (op.cit.) fino al 1904. Nel 1902 accompagnò il maestro Mascagni nel suo viaggio in America e al suo ritorno lavorò al teatro Lirico di Milano, al teatro Regio di Livorno e successivamente a Siena. Dal 1907 al 1909 fu direttore d’orchestra della Milano Opera Company nel tour negli USA. Dal 1910 al 1913 diresse la Montreal Opera Company e nel 1914 la Century Opera Company.
Continuò privatamente, per due anni, lo studio dell'armonia con il prof. Amintore Galli.

### Liceo Rossini di Pesaro
Nel 1894, a 19 anni, fu ammesso nel corso di composizione al Liceo Rossini di Pesaro avendo docenti Arturo Vanbianchi per contrappunto e Pietro Mascagni per composizione. E contemporaneamente frequentò il corso di flauto.
Nel 1898 conseguì il diploma di composizione e il Premio Bodojra (premio da assegnarsi al migliore alunno di composizione che di fosse distinto per la musica su una poesia dedicata a Rossini).

### Premio Bodojra per la composizione dell'inno a Rossini
il Premio Bodojra era un prestigioso premio da assegnarsi al miglior alunno di composizione che si fosse cimentato in un componimento musicale su un'ode assegnata, dedicata a Gioachino Rossini. Il premio consisteva in una somma in denaro e in anello d'oro con pietra di onice o sardonica con incise le lettere R.V. (Ricordo Bodojra).
Ad Agide Jacchia venne assegnato il premio nel 1898.
La Gazzetta dell'Emilia del 3 agosto 1898 pubblica:
L'Inno di Jacchia può dirsi ben riuscito sia per il concetto che per l'ottima condotta e l'accurata istrumentazione.
Incomincia con un breve preludio in cui, prima i violini e poi i violoncelli ed i legni, accennano ai vari temi che si svolgono in seguito nella cantata.
Indi un bellissimo coro a sei parti da principio all'Inno:
Risuoni oggi l'unanime

plauso che accoglie ognor la tua memoria,

onde il tuo nome varcherà nei secoli

cinto d'un'immortal luce di gloria.

Una calda ed appassionata voce di soprano continua, con dolce fraseggiare

Somiglia la tua musica

al maggio quando ci regna i cuori e il mondo

e dall'alto, fra il sol, trillan le allodole

via per il ciel limpido e profondo
bella ed ampia frase detta assai bene dalla Signorina Ines Orsini. Mentre in orchestra i violini imitano il trillo degli augelli ed i legni bispigliano e gorgheggiano. Il Baritono Aurelio Buscarini, con bellissima voce di ottimo timbro, canta:
Va il gorgheggio per l'aria

inebriata l'anima l'ascolta,

e nell'oblio d'ogni terrena ambascia

anela al riso dell'azzurra volta.
Baritono e soprano ripetono i due brani che si intrecciano e fondono in un duetto assai bene condotto, che il pubblico applaude fragorosamente. (La Orsini ed il Buscarini sono allievi del Prof. Leonesi).
Ma già risuonano le gravi note del grandioso coro del Mosè, accennato prima dagli istrumentini di legno e poi seguito dai violini e dall'intera orchestra:
Allo stellato soglio

la prece di Mosè fervida sale

tutto Israele si prosterna supplice

al Dio dei forti al tanto, all'Immortale.
Dopo un accenno allo spunto della canzone del salice nell'Otello il baritono dice:
La canzone del Salice

favella ai nostri cuor teneramente;

presaga dell'estrema, Desdemona

confida all'aure l'anima dolente.
La frase, bellissima, larga ed espressiva, è detta assai bene dal Buscarini.
Il coro degli uomini intona poi l'inno guerriero della riscossa; l'amor di patria di Guglielmo Tell:
Per le foreste elvetiche

tuona, di libertà vindice, un grido;
cui le donne soggiungono flebilmente:
e del calvario dolorosa il gemito

va dalla Madre al più remoto lido.
Cessano i clamori di guerra e gli inni: è Rosina del Barbiere di Siviglia che dà lo spunto, io son docile mentre il coro esclama:
Non più suon di preghiere o di battaglie,

non più di donne addolorate il pianto.
La frase è magnifica, ripetuta e svolta poi eccellentemente dal coro e dall'orchestra.
Cessa il coro ed il soprano riprende con patetica melodia e molto sentimento:
E si abbandona l'anima

lenta cedendo alla fluente vena.

Oh, melodia soave irresistibile!

Oh, sorridente fantasia serena!

Deh, dal tuo sacro tumulo,

ove sereno dormi in Santa Croce,

suscitatrice di giocondi spiriti

torni tra noi la tua divina voce!
La signorina Orsini, la quale, benché abbia dimostrato di non possedere più il volume di voce di cui era pure dotata, ha però eseguito con espressione e sentimento i brani a lei affidati, e riscuote molti applausi all'ultimo verso ove fa udire una nota acutissima in falsetto, lungamente tenuta.
La chiusa dell'Inno, arieggiante le perorazioni wagneriane del Tannausen, è eseguita da tutte le masse corali e dall'orchestra con uno strumentale fragoroso, forse troppo, ma di molto effetto, sì che il pubblico ne chiede ed ottiene il bis.
In complesso l'Inno dello Jacchia, benché non possa dirsi scevro da mende e faccia qualche volta ricordare gli spunti di alcuni motivi del Lohengrin e della Gioconda, non è privo di originalità e di buon gusto, uniti ad una accurata istrumentazione di molto effetto.
Lo Jacchia termina quest'anno il suo corso di studi ed il maestro Mascagni può dire d'aver fatto in lui un buon allievo, non solo nella composizione ma più ancora nella direzione d'orchestra, avendo in questo ufficio il giovane dimostrato capacità ed attitudine.»
L'Inno a Rossini viene tradotto e pubblicato in inglese da Iride Pilla (White-Smith Music Publishing Co. Boston, New York, Chicago). 

## America
Agide Jacchia incomincia a viaggiare negli Stati Uniti con le più famose opere per lo più italiane dal 1907. Parte dalla città di San Francisco nel 1907 e percorre tutta la costa occidentale americana passando per Los Angeles, San Diego e San Josè. In questo periodo e fino al 1909 circa le opere maggiormente rappresentate saranno: Cavalleria rusticana di Mascagni, Pagliacci di Ruggero Leoncavallo, Rigoletto di Verdi e La Bohème di Puccini. Una cronaca del 1907 riguardo alla rappresentazione de L’Aida al Teatro dei Chutes di San Francisco, dice: “Il giovane maestro ha veramente ereditato il Fuoco sacro del suo illustre maestro Pietro Mascagni e dalla sua emana un fascino che vince e trascina. L’orchestra sotto la sua bacchetta fece miracoli e tutte le bellezze del capolavoro verdiano risultarono, animate da un palpito di vita nuova”.
Nel 1910 il suo viaggio prosegue sulla costa est degli Stati Uniti in particolare passa per New York fino ad arrivare al Canada. In questo periodo risulta esser la Bohème il suo cavallo di battaglia. L’Araldo Italiano del 1910 racconta: “Jacchia ha concertato con esito fortunatissimo-Cavalleria-Pagliacci-Butterfly-Manon-e Bohème, in ognuno di questi lavori versando a piene mani il tesoro della sua spiccata intelligenza musicale”.
Dal 1911 al 1913 si dedica alla parte del Canada compresa tra Ottawa, Montreal e Quebec dove essenzialmente rappresenta Madama Butterfly e Il Barbiere di Siviglia. La Tribuna Canadiana riporta questa cronaca del 1912: “In tutte le rappresentazioni la musica fu eseguita da eccellente orchestra sotto valente direzione del maestro Agide Jacchia.”
Il 1914 vede un ritorno negli USA dove attraversa Cleveland, Chicago e nel 1917 arriva fino alla zona del Messico. In questi tre anni le opere più importanti risultano essere Madama Butterfly e la Tosca. Il Bollettino della Sera riporta il grande successo de La Muta di Portici  del 1915: “ È noto oramai anche ai profani che le vecchie opere presentano per l’interpretazione ed esecuzione difficoltà enormi di fronte anche alle più poderose opere moderne: il maestro Jacchia seppe magistralmente superare tutte le insidie del vecchio spartito dando all’esecuzione ed interpretazione dell’opera senso di equilibrio, impeto lirico, calore ed artistica misura".
Alcuni programmi di sala conservati nella biblioteca del Conservatorio Rossini di Pesaro riferiscono della sua composizione The Kiss per baritono solo eseguita in alcuni teatri di New York, dalla Lega Musicale Italiana il 30 dicembre 1918, in occasione dei “Tuesday morning musicales” nel dicembre 1918 e infine al Central Opera House nello stesso anno.
Figura 2: Programma di sala del 12 concerto di sala.
Infine il suo viaggio termina nel 1921 in Messico dove predilige Sansone e Dalila di Camille Saint-Salus e la Tosca.
Tra i principali cantanti con cui collaborò ci sono il soprano Ester Ferrabini (nata nel 1885 si trasferì in America dove ebbe molto successo, e che nel 1911 divenne sua moglie), la quale interpretò più volte il ruolo di Mimì nella Bohème; e il tenore Nicola Zerola (1876-1936), Radames nell’Aida.